# Brezovec (Lendava, Slovenija)
Brezovec je bivše naselje u slovenskoj Općini Lendavi. Nalazi se u pokrajini Prekomurju i statističkoj regiji Pomurju. 

## Povijest
Do teritorijalne reorganizacije u Sloveniji, Brezovec se nalazio u sastavu stare općine Lendava. Godine 2022. naselje je ukinuto i priključeno naselju Hotiza.
Naselje je predstavljalo katastarsku česticu, odn. mali ostatak naseljenog mjesta Brezovec (općina Sveti Martin na Muri, Međimurska županija) koji se nalazio preko rijeke Mure, u Sloveniji i bilo je dijelom arbitraže koja se vodila oko graničnih sporova između Hrvatske i Slovenije i trajne uspostave državne granice. Hrvatska je tražila područje ovog naselja, no arbitražom pripalo je Sloveniji, gdje se i administrativno nalazilo u razdoblju Jugoslavije. Od 2022. naselje je ukinuto i priključeno susjednom naselju Hotiza, gdje se vodi kao dio naselja, odn. ulica imena Mirišče.

## Stanovništvo
Prema popisu stanovništva iz 2021. godine naselje je imalo 7 stanovnika.
| Broj stanovnika po popisima | Broj stanovnika po popisima | Broj stanovnika po popisima | Broj stanovnika po popisima |
| --------------------------- | --------------------------- | --------------------------- | --------------------------- |
| 1991.                       | 2002.                       | 2011.                       | 2021.                       |
| 18                          | 11                          | 9                           | 7                           |

Napomena: U 2018. izvršena je izmjena granice i površine naselja Brezovec–del, što je posljedica usklađivanja državne granice između Slovenije i Hrvatske. U 2022. ukinuto i priključeno naselju Hotiza, gdje se vodi kao ulica imena Mirišče.